# Aleksandr Žеrеbcov
Aleksandr Nikolaevič Žеrеbcov (in russo: Александр Николаевич Жеребцов; Salyan, 8 novembre 1990) è un cosmonauta russo.
Nel 2024 è stato selezionato come cosmonauta del Gruppo 19 di Roscosmos.